# Saverne
Saverne (em alemão:  Zabern) é uma comuna francesa na região administrativa de Grande Leste, no departamento Baixo Reno. Estende-se por uma área de 26,02 km². Em 2010 a comuna tinha 11 594 habitantes (densidade: 445,6 hab./km²).

## Línguas regionais menorizadas
O alsaciano é um dialeto da língua alemã que historicamente faz parte desta região da França. No entanto, depois da Segunda Guerra Mundial, aliado às políticas linguísticas de Estado favorecendo somente a língua nacional, o alsaciano passou a sofrer crescente desprestígio social. Porém, em anos recentes vem ressurgindo renovados esforços para salvar-se as línguas autóctones minorizadas do país, como refletido na carta oficial de reconhecimento e promoção das línguas minoritárias da região da cidade de Saverne.
O alsaciano é um de dois principais dialetos germânicos da França, este pertencendo ao grupo dialetal alemânico, o mesmo dos dialetos alemães da Suíça; o outro é o moselano, ou Lothringisch em alemão, falado na região do Mosela e Lorena, sendo este mutualmente inteligível com o dialeto alemão riograndense no sul do Brasil, o Riograndenser Hunsrückisch, ambos pertencentes ao grupo dialetal alemão médio-ocidental ou Westmitteldeutsch (Veja Língua frâncica). 

Saverne
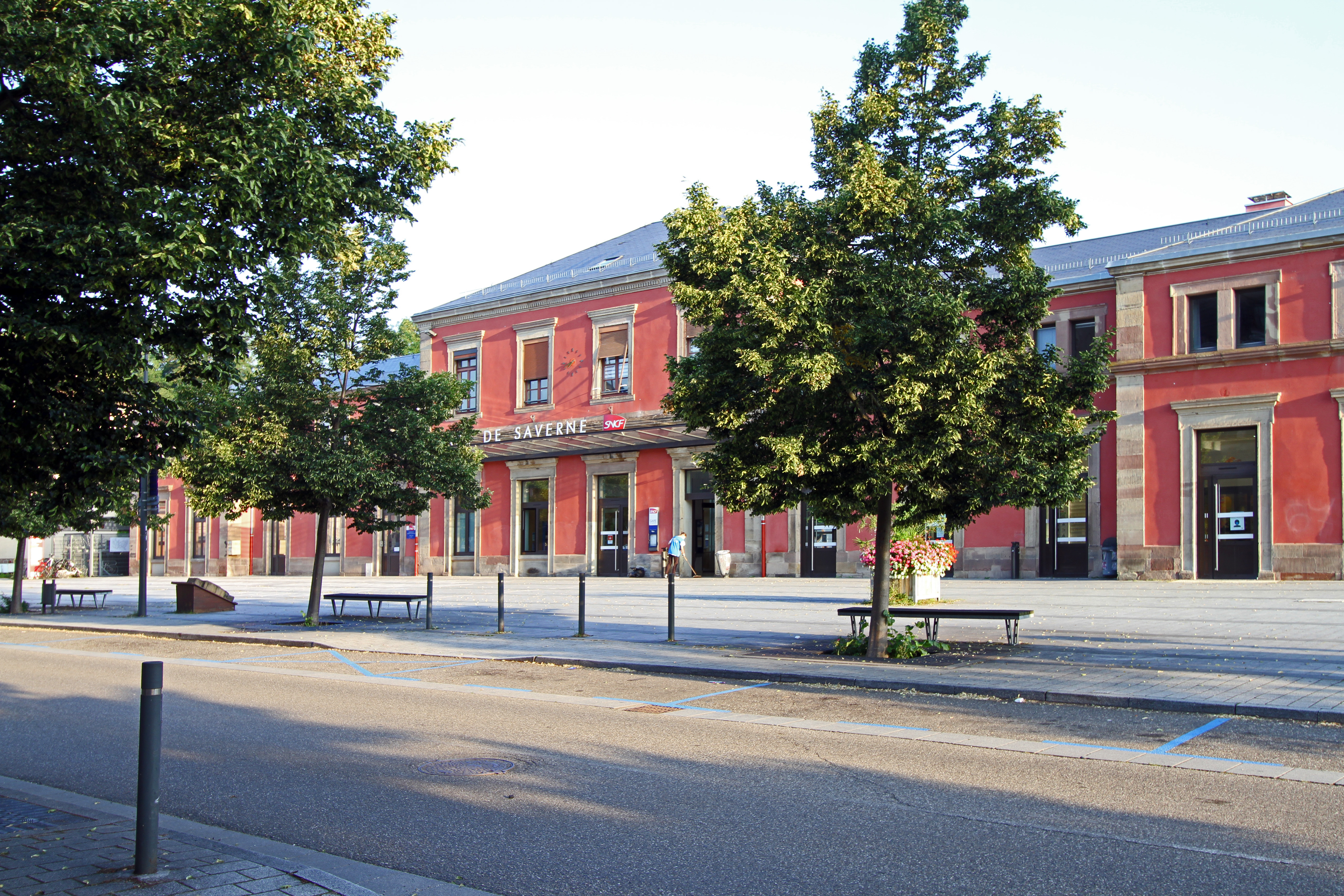
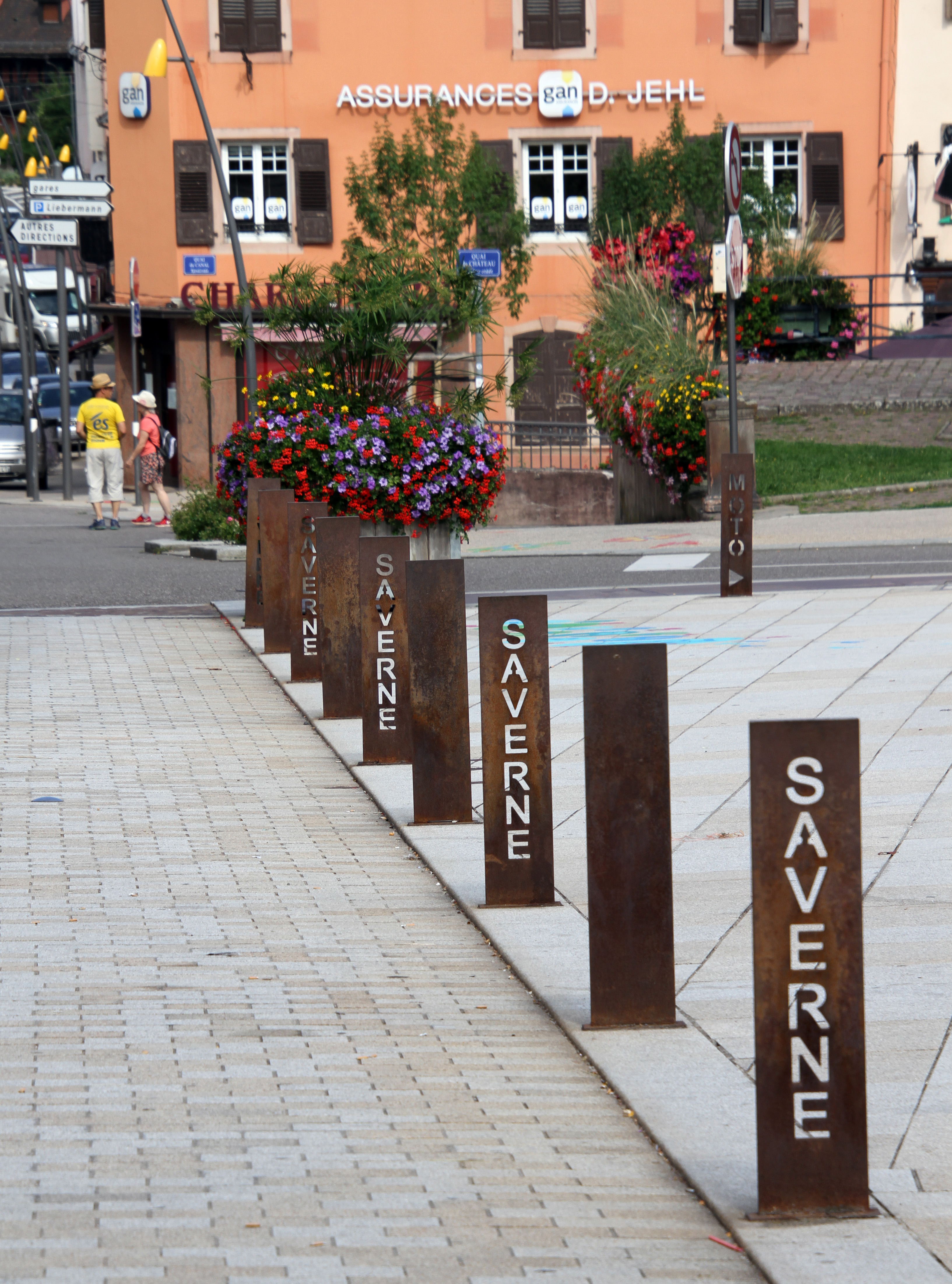
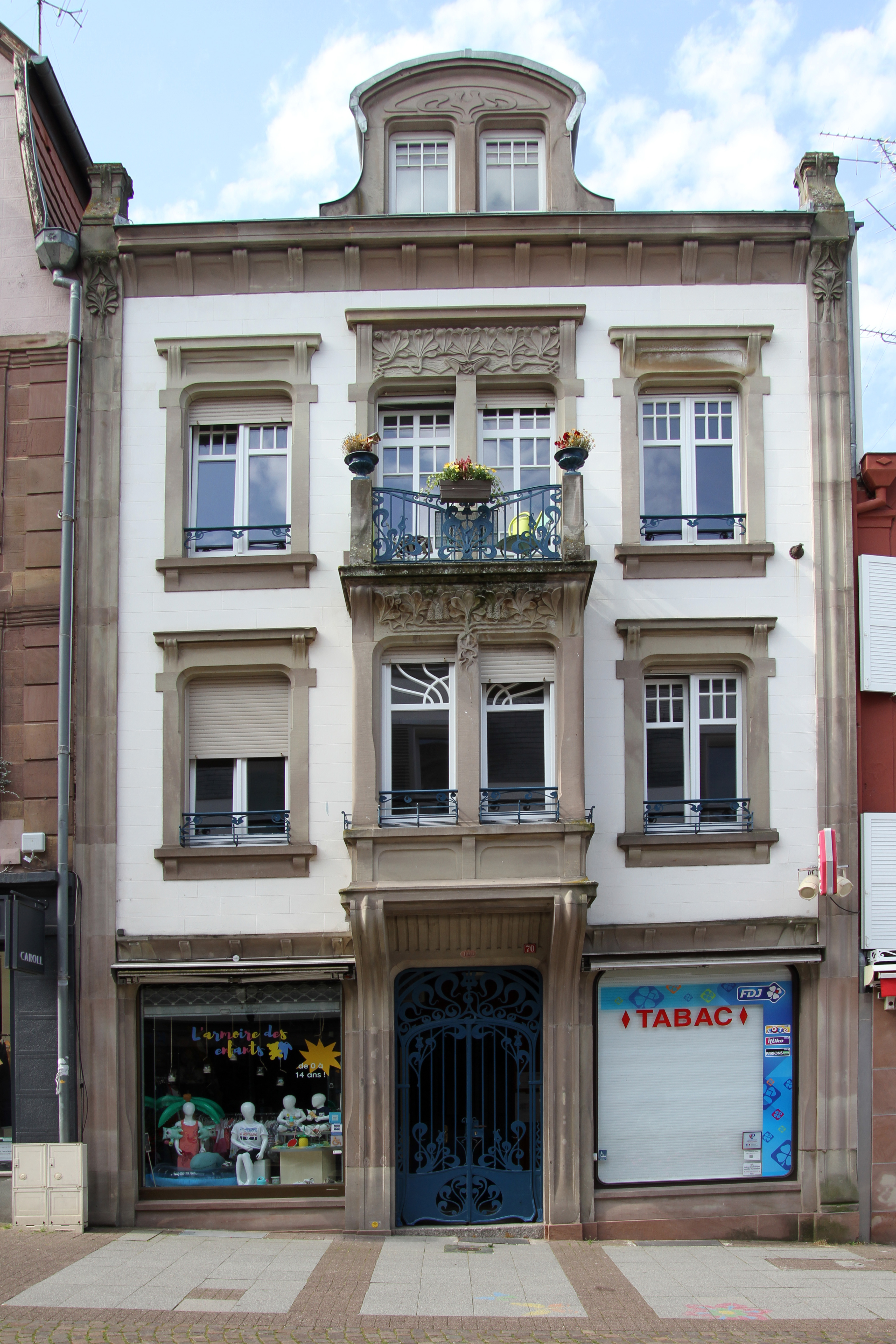
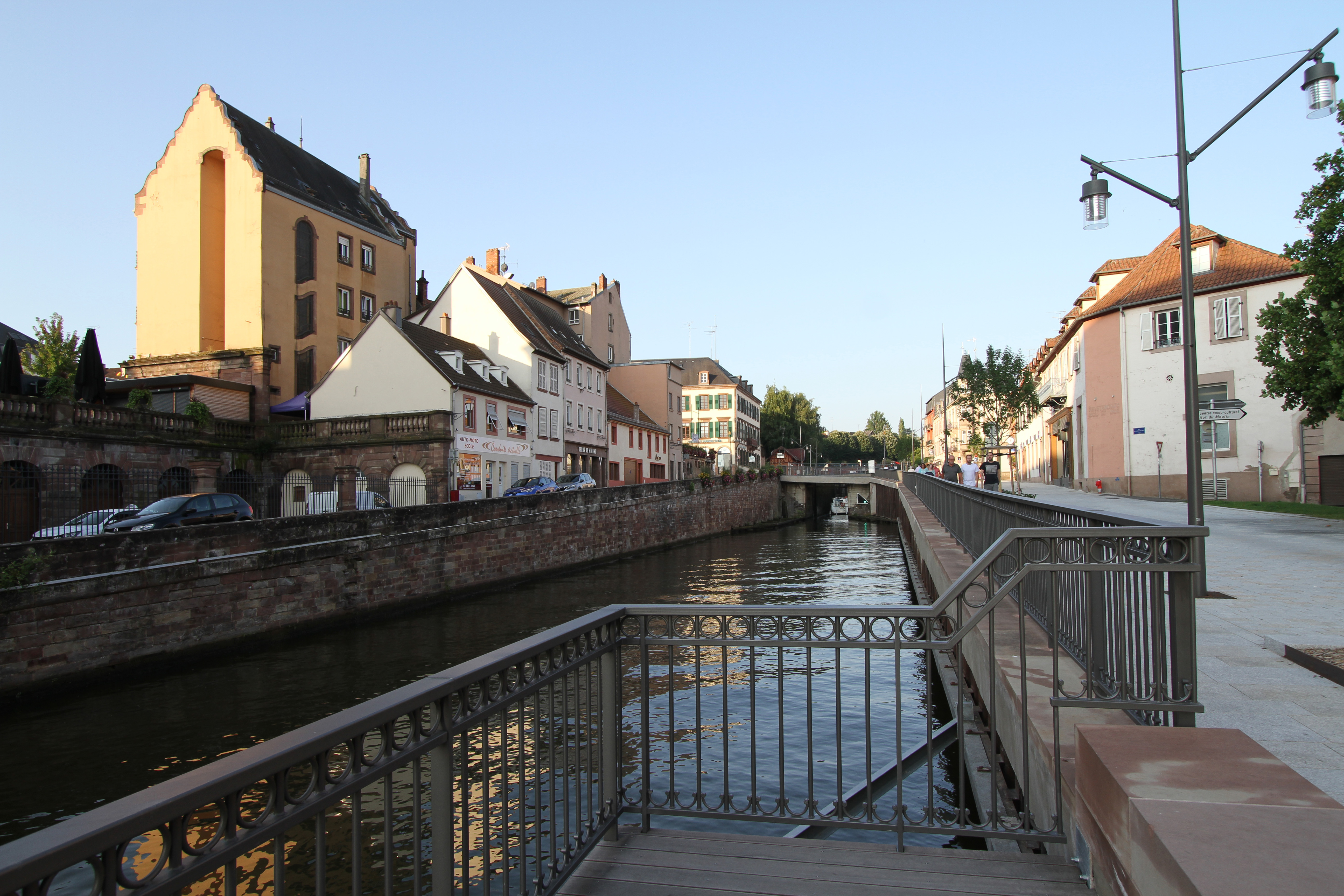
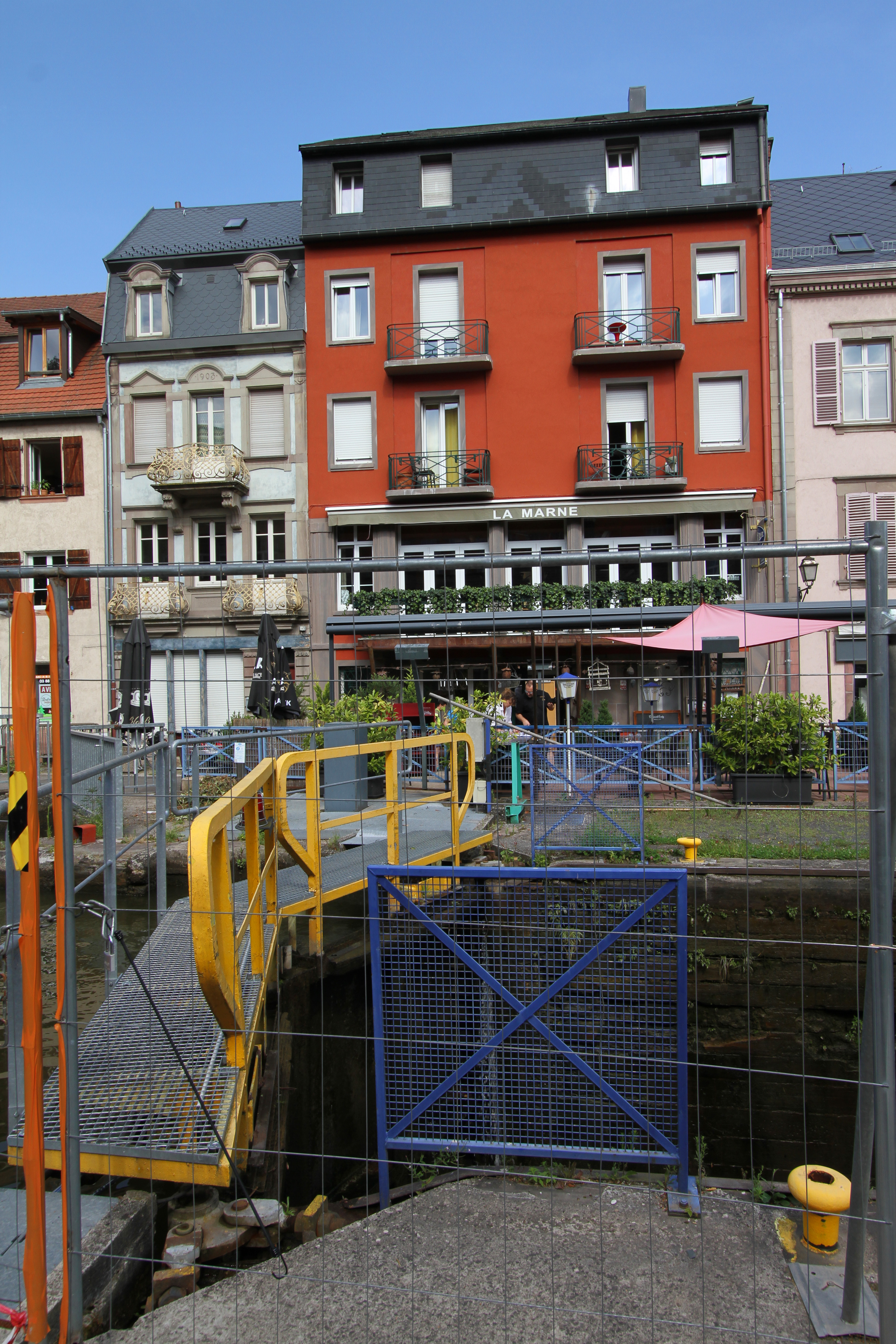
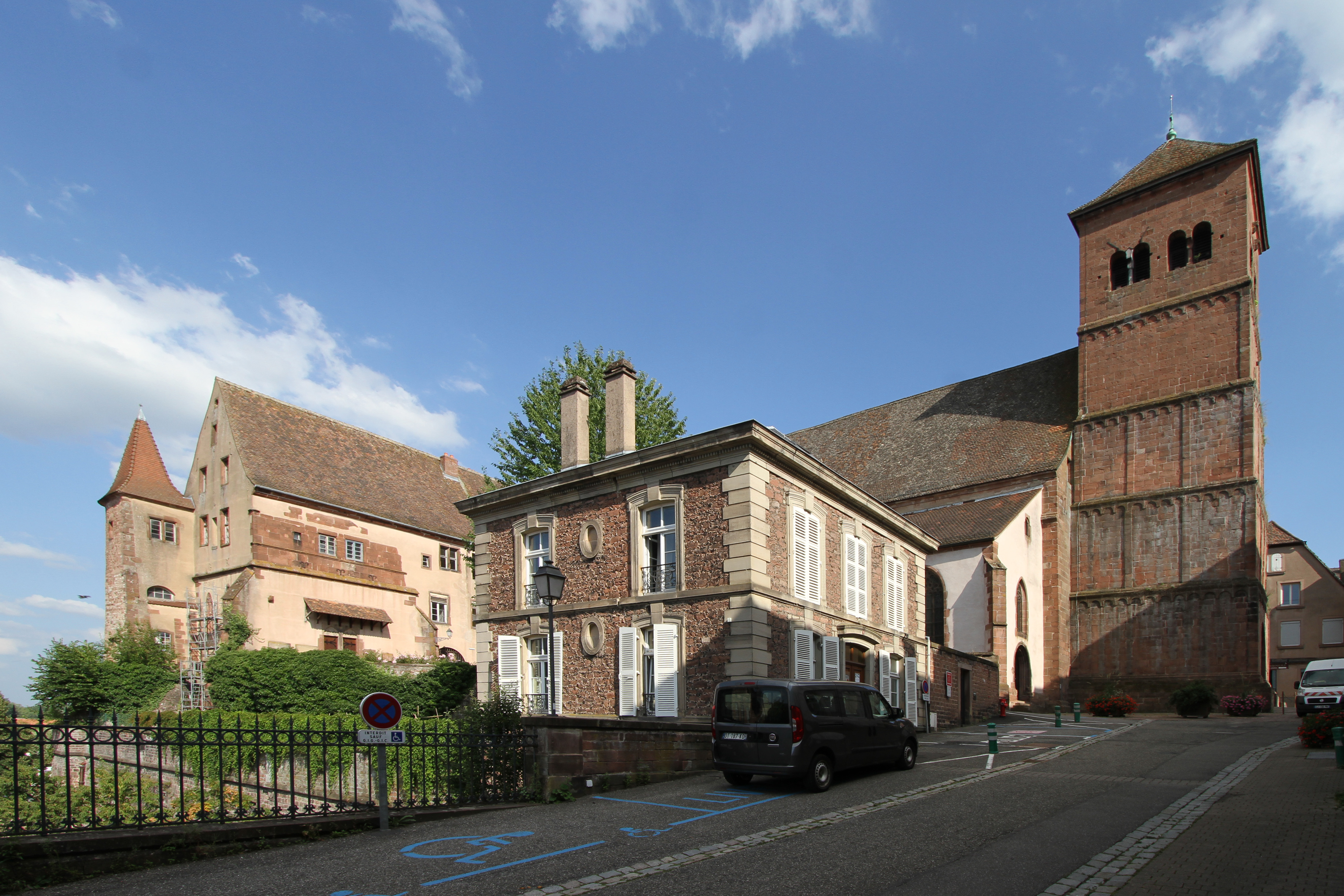
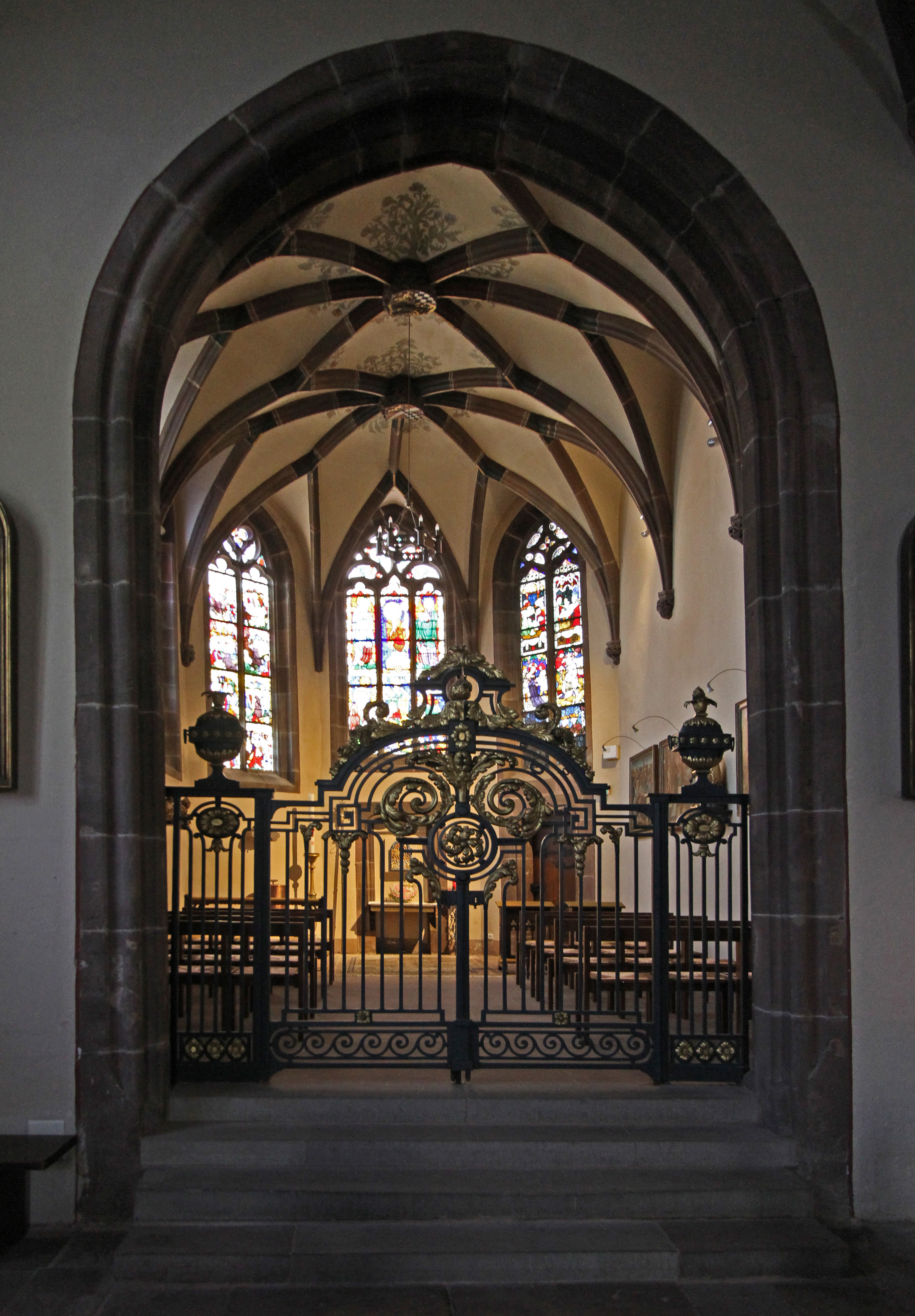
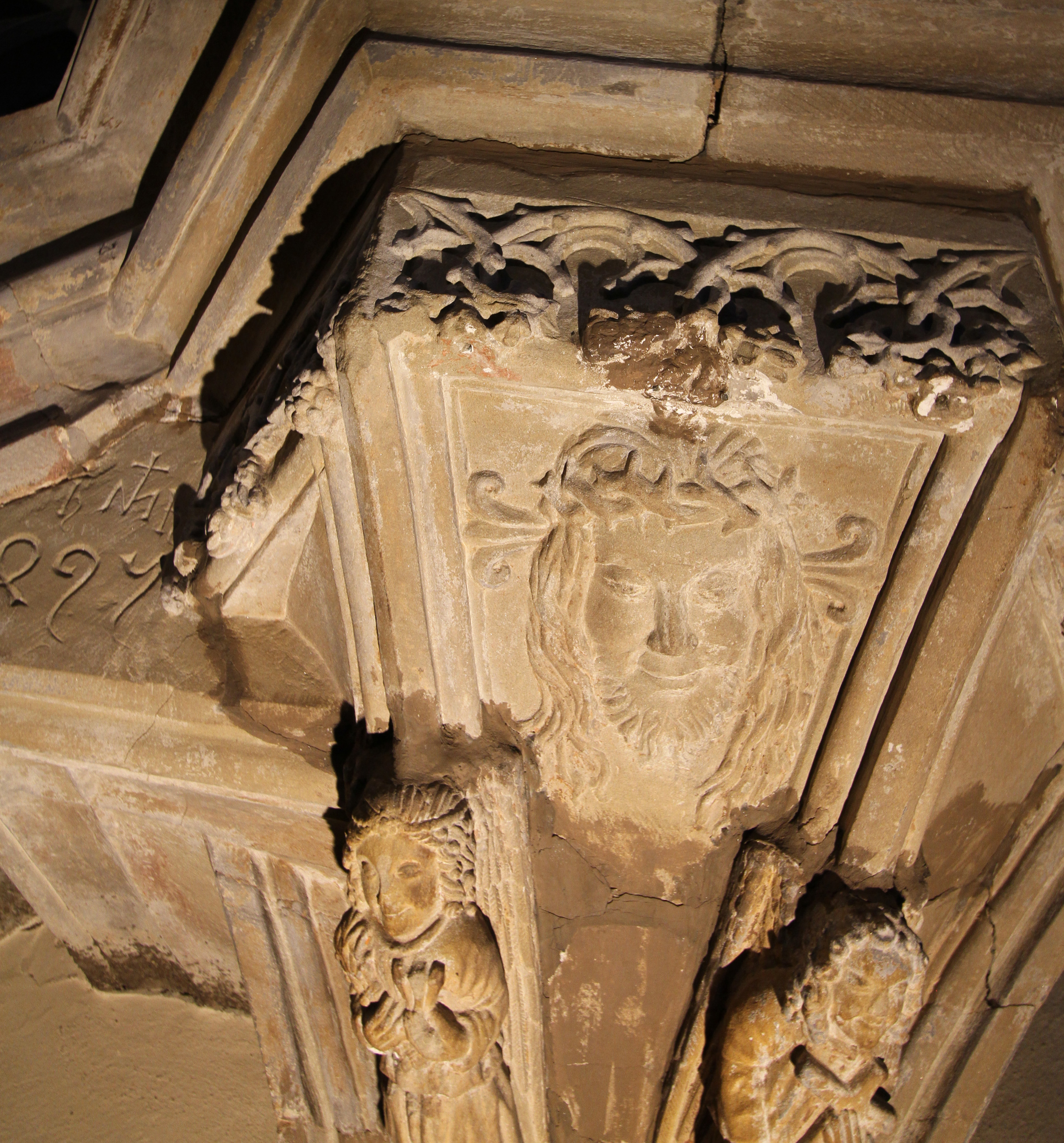
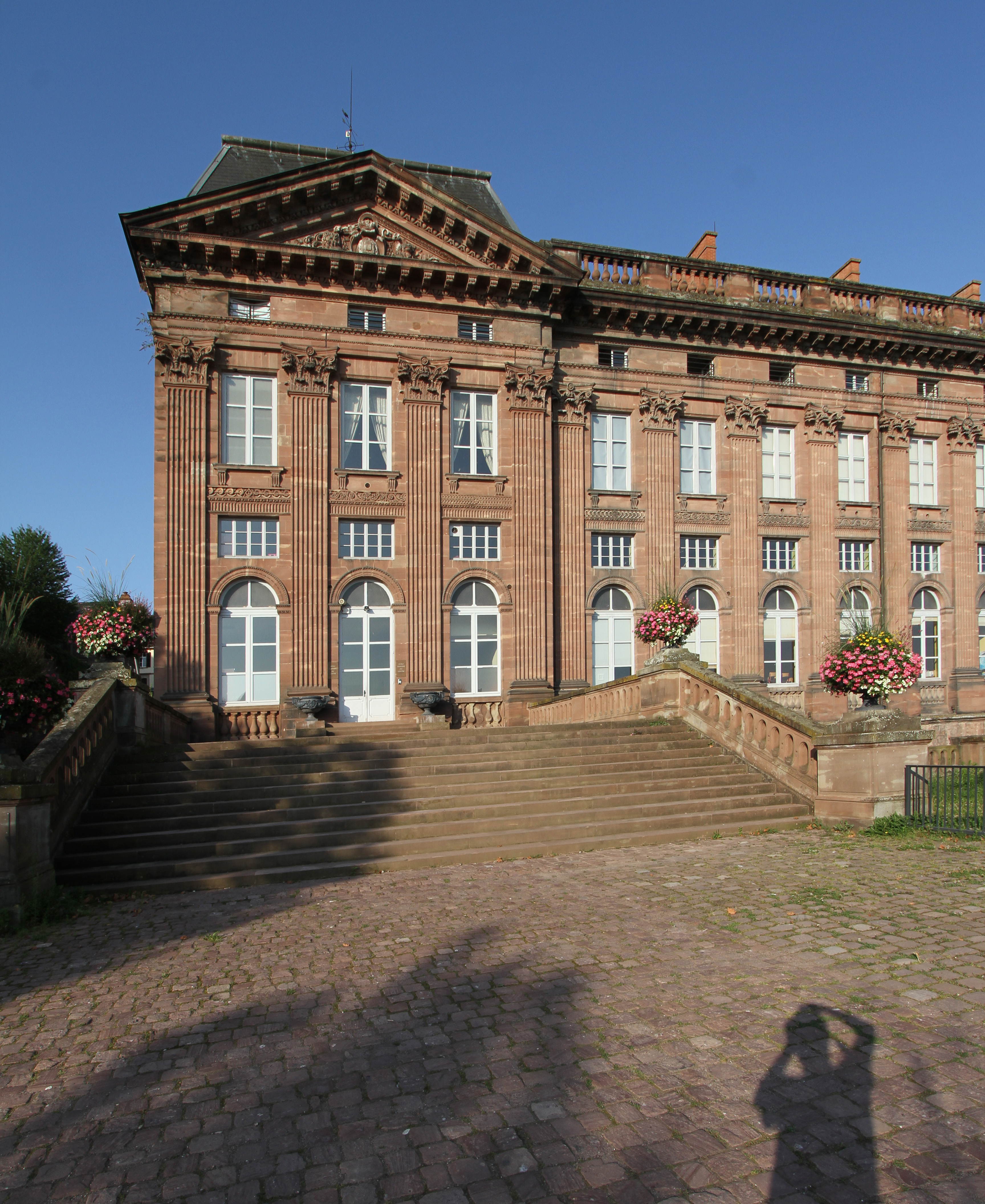
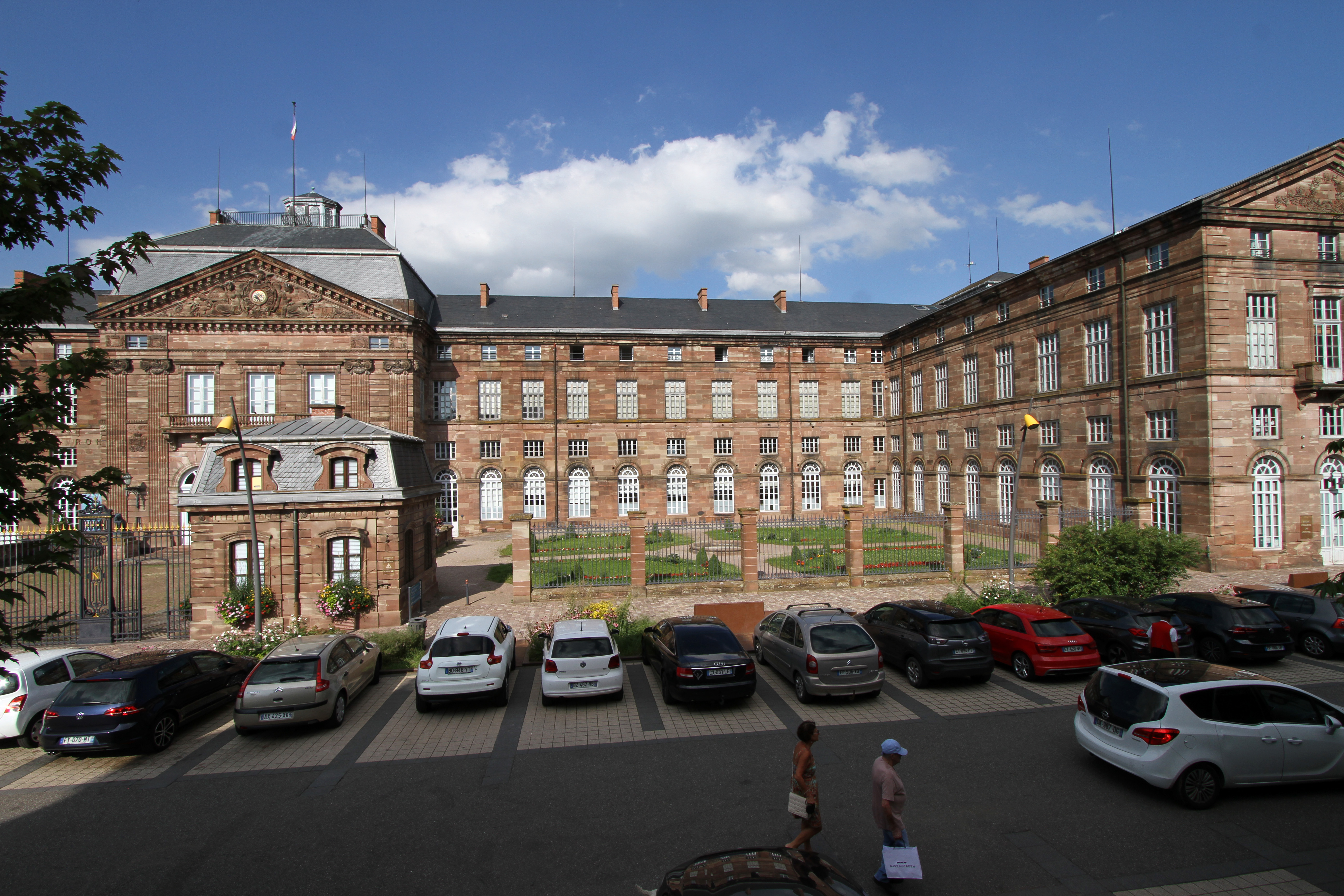